# Портрет Джиневры де Бенчи
«Портрет Джине́вры де Бе́нчи», «Портрет Джиневры Бенчи» — ранняя картина Леонардо да Винчи, написанная около 1474—1476 годов, образец флорентийской портретной живописи позднего кватроченто (эпохи Раннего Возрождения). Это женский портрет, на котором, как выяснили в XX веке, изображена Джиневра д’Америго де Бенчи, флорентийская поэтесса и интеллектуалка XV века, платоническая возлюбленная венецианца Бернардо Бембо, который, скорее всего, и заказал этот портрет художнику.
Это единственная картина Леонардо да Винчи, находящаяся за пределами Европы и выставлявшаяся на продажу в послевоенное время; в настоящий момент она находится в Национальной галерее искусства в Вашингтоне, до этого несколько веков она находилась в коллекции князей Лихтенштейна.

## Картина

### Описание
Картина почти квадратного формата изображает молодую девушку в платье терракотового цвета с тёмно-синей шнуровкой на груди. На плечи наброшен тёмно-коричневый шарф. Вопреки обыкновению портретистов того времени, наряд девушки лишён каких-либо украшений, лишь одна маленькая жемчужина стягивает у ворота края прозрачной рубашки, выступающей из-под низкого выреза платья. У девушки характерная для данного периода флорентийской моды причёска — гладко зачёсанные волосы с прямым пробором и двумя вьющимися локонами, обрамляющими лоб. На затылке волосы закреплены белым головным убором или лентой.
Модель изображена в три четверти в погрудном обрезе на фоне гористого пейзажа. Нижняя часть портрета (вероятно, 1⁄3 или же около 9 см), предположительно, изображавшая руки модели, утрачена, из-за чего формат картины изменился с поясного на погрудный. Композиция портрета, по указаниям различных искусствоведов, сходна со скульптурой наставника Леонардо — Верроккьо, известной под названием «Дама с букетом (Флора)» и созданной примерно в те же годы.
Бледное лицо девушки с широкими скулами и узким разрезом глаз выделяется на фоне вечернего сумеречного ландшафта с тёмным кустом можжевельника на среднем плане и прудом с бликами света на воде — на заднем. У модели большая голова на узких плечах и круглое лицо. Структура её гладких волос продуманно изображена в контрасте к жёстким и колким веткам можжевельника, окружающим её лицо своеобразным нимбом, а также прозрачной, зыбкой листве деревьев заднего плана. Контуры фигуры смягчены с помощью эффекта сфумато, а благодаря приёмам кьяроскуро на портрете резко контрастируют области света и тени. В нарушение ренессансной портретной традиции Леонардо изобразил девушку повернувшейся не влево, а вправо, соответственно расположив источник света. Такой зеркальный поворот привычной композиции вносит в изображение некоторую непринуждённость. Тонкая игра светотени на её лице создает впечатление жизни. Гамма картины приглушённая и чуть холодноватая, типичная для мастера: она достаточно ограничена и состоит из золотистых, коричневатых, тёмно-зелёных, оливковых и голубоватых тонов.
На обороте, как это изредка бывало в портретном жанре того периода, изображена эмблема: вертикальная ветвь можжевельника в обрамлении венка из лавровой (символ поэтического занятия) и пальмовой (символ нравственности и христианского сострадания) ветвей. Ветви перевиты лентой (так называемой cartiglio) с латинским motto (изречением): «Virtutem forma decorat» («Красота — украшение добродетели; она украшает свою добродетель красотой»). Лавр и пальмовая ветвь символизируют идею триумфа добродетели, изобразительно продолжая начальные слова латинского гекзаметра, приведённого в изречении. Фон оборотной стороны визуально имитирует плиту из порфира (камня, который ценили за его вечность, твёрдость и редкостность, он являлся символом редкого и неизменного совершенства). Изучение картины и её расчистка в 1990 году показали, что венок и лента на обороте, возможно, были добавлены позднее, хотя окончательно это предположение не доказано.
В отличие от лицевой стороны, где утрата нижней трети картины не так очевидна, на обороте хорошо видно, что рисунок триумфального венка грубо обрезан внизу; утрата красочного слоя видна также под вертикальной ветвью можжевельника. В правом верхнем углу оборота сохранилась красная сургучная печать, поставленная на картину в XVIII веке его очередными владельцами.
На лицевой стороне при внимательном изучении видны отпечатки пальцев художника, свидетельствующие о том, что растушёвка краски проводилась пальцами. Картина является одним из самых ранних экспериментов итальянских художников с привезённой из Нидерландов манерой писать маслом, и некоторые складки на живописной поверхности показывают, что автор ещё не в совершенстве владеет этой техникой.

#### Первоначальный формат: версии
По указаниям учёных (например, В. Н. Гращенкова), то, что в портрете отсутствуют руки, идёт вразрез с тезисом Леонардо из его «Трактата о живописи», где он советовал писать портреты с руками, так как они не менее красноречиво характеризуют человека, чем лицо, причём руки «лучше всего располагать так, чтобы одна покоилась на другой».
Этот факт являлся единственным серьёзным возражением против атрибуции данной картины кисти Леонардо. Но он сразу же опровергается тем, что картина, очевидно, была обрезана (вероятно, потому, что её низ был повреждён огнём, влагой или чем-то другим). Доказательство этому даёт обратная сторона картины: ветки на ней первоначально образовывали венок, теперь же явно, что нижняя часть утрачена, и если мысленно дополнить не хватающую для полного круга часть эмблемы, то выходит как раз достаточное для изображения рук пространство.
Кроме того, сохранился рисунок Леонардо серебряным карандашом (коллекция Виндзорского замка) этого же периода, где изображены женские руки, по своим пропорциям и структуре поразительно соответствующие данному портрету. Рисунок, видимо, являлся этюдом к портрету. Набросок позволяет предполагать, что модель могла держать в руках цветок или украшение. Гращенков соглашается с тем, что эти зарисовки с полным основанием можно считать этюдами к данной картине.
«Поиски наиболее выразительного мотива, — пишет он, — совмещены здесь в одной композиции (как это часто практиковалось мастером в его рабочих эскизах). Леонардо одновременно штудирует с натуры два различных жеста: руку, поднятую вверх и касающуюся двумя пальцами какого-то украшения на груди (…), и руки, спокойно положенные одна на другую. Оба мотива естественно продолжают и завершают поворот торса, но каждый из них связан с весьма различным пониманием портретной композиции. Первый, более динамичный мотив, получает затем своё развитие в „Портрете Чечилии Галлерани“, написанной Леонардо уже в Милане, в 80-е годы. Второй нащупывает классическое решение, данное им три десятилетия спустя в „Джоконде“. Вместе с тем виндзорский лист свидетельствует о том, что в своей ранней практике портретиста Леонардо да Винчи исходил из творческого опыта и художественных решений, выработанных в мастерской Вероккьо». Таким образом, исходя из данного эскиза, можно предположить, что замысел предусматривал два варианта — один, подобный скульптуре Верроккьо, и второй — аналогичный тому, который будет употреблён мастером в «Моне Лизе». Какой именно был использован, тем не менее, однозначно сказать нельзя.
Для восстановления первоначального вида картины, помимо бюста Верроккьо и эскиза из Виндзорского замка, большую роль играет также женский портрет кисти Лоренцо ди Креди (ок. 1490—1500, музей Метрополитен) — художника, также входившего в мастерскую Верроккьо, и очевидно созданный под влиянием картины Леонардо. Женщина в нём так же изображена на фоне можжевельника, и это сходство заставило кого-то даже сделать сзади надпись GINEVRA DE AM . . . BENCI. Тем не менее, считается, что если эту женщину звали Джиневрой, то, скорее всего, это не дочь Бенчи, а Джиневра ди Джованни ди Никколо, дочь ювелира, которую Лоренцо ди Креди называет душеприказчиком в своем завещании. Жест женщины, напоминающий руки скульптуры, в этой картине для Ренессанса уникален — она держит обручальное кольцо — видимо, картина связана с замужеством. Модель на этом портрете, в отличие от Джиневры Бенчи, смотрит вправо. Гращенков указывает, что Лоренцо ди Креди явно подражал работе Леонардо, и лишь зеркально перевернул композицию картины Леонардо, чтобы привычно расположить источник света — слева направо. Руки на этом портрете прижаты к груди в жесте, напоминающем жест в бюсте Верроккьо.

### Анализ
Этот портрет, созданный, как считается, в 1-й флорентийский период Леонардо, хронологически является его первым опытом в области портретного жанра. Картина выполнена в момент, когда Леонардо освобождался от ученической зависимости от искусства Верроккьо, то есть около 1475 года (см. История развития итальянского портрета в эпоху Ренессанса). Поскольку точной датировки ни картины, ни бюста Верроккьо нет, нельзя однозначно сказать, повлиял ли учитель на ученика, или наоборот, Верроккьо сам черпал вдохновение уже из самостоятельного творческого решения повзрослевшего Леонардо. (Существует также менее популярное мнение о том, что она относится к следующему, миланскому периоду, хотя оно не подкрепляется стилистическим анализом живописи).
«Портрет Джиневры Бенчи» входит в число работ, с помощью которых исследователи Леонардо восстанавливают картину его ранней художественной деятельности. Б. Р. Виппер пишет:

…всякого, кто подойдёт к этому портрету после знакомства со знаменитым портретом «Моны Лизы», невольно оттолкнёт некоторая сухость линий, мелочный рисунок волос, гладко, до лощёности, полированная поверхность. Но не нужно забывать, что портрет «Моны Лизы» принадлежит к самому зениту творчества Леонардо, тогда как здесь мы имеем перед собой начинающего мастера, наполовину ещё кватрочентиста, притом сильно связанного жёсткими рисовальными приёмами своего учителя.

Влияние Верроккьо чувствуется в бледной, незапятнанной коже, которая напоминает полированный мрамор и придаёт картине сходство с ренессансным портретным бюстом. В живописном отношении в полотне также чувствуется влияние нидерландских мастеров (таких, как Мемлинг), которые оказали сильнейшее воздействие на развитие итальянского портрета этого периода. Благодаря проявленному художником интересу к конкретности черт лица и хара́ктерности, этот портрет, на первый взгляд, ещё принадлежит Раннему Возрождению.
Но наступление Высокого Ренессанса уже ощущается благодаря гармоничности, внесённой Леонардо. В картине очевидна более отчётливая, по сравнению с XV веком, упорядоченность композиционного построения, которая создаёт впечатление простора и спокойствия; очевидно предчувствие тех приёмов художественной организации, которые будут присущи мастерам Высокого Возрождения.
Новаторство Леонардо, в частности, заключается в том, что он не только с большим артистизмом написал модель в три четверти и, вероятно, по пояс (в Италии только начала появляться подобная композиция портрета), но и поместил её среди открытого пейзажа, когда женщин всё ещё писали в тщательно замкнутых помещениях, в собственных домах, где пейзаж можно было увидеть лишь через окно (см., например, «Портрет Смеральды Брандини» работы Боттичелли). Это — первый шаг на пути создания той портретной формулы пейзажного фона, которая после «Моны Лизы» с его лёгкой руки станет стандартом для портрета Высокого Возрождения.
Искусствоведы особенно хвалят этот пейзажный фон картины, его психологическую и формальную слитность с портретным образом (каковое единство было недоступно мастерам предшествующего поколения): «Эти сумерки, этот заснувший пруд, эта широкая, тёмная масса можжевельника с тонким узором игл по краям находятся в абсолютном созвучии с духовным и физическим обликом портрета». Как пишет Гращенков, Леонардо, усложняя композицию нидерландских портретистов, искусно комбинирует эффекты освещения, характерные одновременно и для открытого, и для замкнутого пространства. Заросли за спиной модели образуют «полупрозрачный экран», который ослабляет светлоту голубого неба, а ландшафт, видный в глубине, подёрнут легкой сумеречной дымкой. На лицо девушки падает рассеянный, как бы комнатный свет (справа и сверху), сливаясь с ослабленной освещённостью пространства вдали. Тут намечается та особенность манеры Леонардо, которая позже получит название сфумато. Формы далёкого пейзажа отражаются на зеркальной глади воды размытыми тенями, пейзаж с тонкими деревцами (кроны будто тают в воздушной дымке) вторит эмоциональному строю портретного образа, который основан на некотором контрасте мягкой светотени и жёсткого рисунка иголок можжевельника и завитков волос.
Гращенков добавляет: «хотя и утративший важную часть своей композиции, грубо искажённый в пропорциях, „Портрет Джиневры Бенчи“ всё ещё производит сильное впечатление. Это достигается не только новыми приёмами соотношения портретного бюста и пейзажного пространства, новой трактовкой этого пространства, тонко рассчитанными эффектами освещения, но и общим эмоционально-психологическим настроем образа».
Вдобавок, модель обладает характерными чертами лица, но автор картины не подчёркивает их (как сделал бы мастер кватроченто), а напротив, смягчает их, типизирует, обобщает и углубляет психологической характеристикой.
Таким образом, в картине сочетается традиционное (несколько дробная детализация изображения) и новое (поэтическая атмосфера, созданная благодаря ландшафту).

### Репутация
Данная картина особенно известна благодаря создаваемому ей настроению спокойной сосредоточенности модели: «Что особенно поражает в вашингтонском портрете — это его духовная недоступность, его интеллектуальная обособленность и загадочность (…). Причем загадочность вашингтонского портрета заложена именно не в эмоциональной, а в интеллектуальной его насыщенности. Портрет, безусловно, холодный и в то же время волнующий своей острой задумчивостью»,— пишет Виппер. В этой картине благодаря мастерству художника «далеко не идеальная внешне модель послужила для создания совершенного в своем роде художественного произведения».
Андрей Тарковский пишет о своем впечатлении от этого лица: «Невозможно выразить то окончательное впечатление, которое производит на нас этот портрет. Невозможным оказывается даже определённо сказать, нравится нам эта женщина или нет, симпатична она или неприятна. Она и привлекает, и отталкивает. В ней есть что-то невыразимо прекрасное и одновременно отталкивающее, точно дьявольское. Но дьявольское — отнюдь не в притягательно-романтическом смысле. Просто — лежащее по ту сторону добра и зла. Это обаяние с отрицательным знаком: в нём есть что-то почти дегенеративное и… прекрасное».

## Модель и обстоятельства заказа портрета

### Атрибуция
Эта картина, несколько веков находившаяся в коллекции герцогов Лихтенштейнских, не сразу обрела своё сегодняшнее название, хотя попытки атрибутировать её предпринимались давно. В лихтенштейнских каталогах одно время полотно фигурировало без упоминания авторства или под достаточно странной атрибуцией, например, каталог 1780 года приписал его кисти Лукаса Кранаха.
О существовании некого портрета Джиневры из рода Бенчи, написанного Леонардо да Винчи, упоминается уже в самых ранних биографиях художника. Вазари пишет:
Сделал Леонардо и портрет Джиневры ди Америго Бенчи, — прекраснейшую вещь.
Ранний анонимный биограф Леонардо, известный как Anonimo Gaddiano, также упоминает о нём: «Во Флоренции он написал портрет с натуры Джиневры д´Америго Бенчи, который он закончил с таким совершенством, что, казалось, это был не портрет, а сама Джиневра». Эта идентификация совпадает со свидетельством Антонио Билли, затем повторённом анонимным автором кодекса Мальябекьяно.
Отождествление упоминаемой работы с конкретной картиной долгое время оставалось неопределённым: портрет Джиневры Бенчи исследователи Леонардо усматривали и в луврской «Прекрасной Ферроньере» и в других портретных леонардесках.
Впервые она была атрибутирована кисти Леонардо в 1866 году.
В число работ Леонардо данную картину «с изображением неизвестной женщины» из венского собрания Лихтенштейнов включили Вентури, Суида и Беренсон. Таким образом, она попала в круг работ, которые могли быть изображением, упомянутым у Вазари. Атрибуция полотна именно как изображения Джиневры стала общепринятой в XX веке на основании выдвинутой гипотезы, что изображения побегов можжевельника, символа целомудрия (итал. ginepro, джинепро) на обеих сторонах работы содержат в себе намёк на имя «Джиневра». (Такая символика была принята в Ренессансе — Пизанелло, создавая «Портрет Джиневры д'Эсте», также написал куст можжевельника; а женщин по имени Лаура, к примеру, изображали на фоне лавра). Данную атрибуцию в конце XIX века отстаивал Боде, и вслед за ним Гильдебрандт, но против нее возражали Морелли, Thiis, Cruttwell, Frizzoni, Siren и Бодмер. Сегодня она считается общепринятой.

### Личность Джиневры Бенчи
Состоятельная семья Бенчи была тесно связана с родом Медичи своей финансовой деятельностью и занимала достаточно видное положение во Флоренции того времени. Отец Джиневры, Америго Бенчи был гуманистом, коллекционером греческих и римских авторов, патроном и другом литераторов, философов и художников. Он дружил в частности, с Марсилио Фичино. Его отцом был Джованни Бенчи, главный управляющий банком Медичи, оставивший ему огромное состояние, женатый на Джиневре Перуцци (в честь которой, видимо, была названа внучка); сам Америго также был служащим этого банка. Как сообщает Вазари, Леонардо находился в приятельских отношениях с Америго; уезжая в Милан, он оставил в его доме своё «Поклонение волхвов». Её брат Джованни также был другом художника.
Архивные изыскания показали, что Джиневра Бенчи, известная и одарённая интеллектуалка своего времени, родилась в 1456 или 1457 году. Она вышла замуж за вдового Луиджи Никколини 15 января 1474 года в возрасте 16—17 лет; жених был в два раза старше. Она принесла ему значительное приданое в 14 тыс. флоринов. Луиджи Никколини принадлежал к известной флорентийской семье, которая, как и род Бенчи, была сторонницей Медичи. Супруги детей не имели. Луиджи стал испытывать серьёзные финансовые затруднения — уже в 1480-м году его долги превысили всё его состояние.
Джиневра была образованной женщиной, хорошо известной во Флоренции и Риме благодаря своей красоте и добродетелям, а также интересу к музыке и поэзии. Современники называли её уменьшительным именем — La Bencina, которое было прозвищем, образованным от фамилии и намекающим при этом на её миниатюрное телосложение. Они высоко ценили её благочестие, добродетель, красоту и интеллект. Лоренцо Великолепный посвятил ей два сонета (например, Io son quella pecorella / che il pastor suo ha smarrito…); она и сама писала стихи, но из её произведений сохранилась единственная строчка:
Vi chiedo perdono; io sono una tigre di montagna.
(Прошу у вас прощенья, я лишь горный тигр.)
Писавший о ней поэт Кристофоро Ландино указывал, что руки Джиневры были не только прекрасными, но и весьма искусными в работе с иглой. Он упоминает о них с восхищением дважды и утверждает, что Бембо восхищался «руками с мастерством Паллады». Другой поэт Алессандро Браччези, который написал о том, как собрал фиалки, которые упали с одеяния Джиневры, и тайком отнёс их Бернардо Бембо, также восхваляет её «пальцы, белые как слоновая кость».
Умерла Джиневра в 1521 или же в 1530 году бездетной вдовой, предположительно от туберкулёза.
У старых учёных, ещё не знавших идентификации этого портрета Леонардо да Винчи, можно встретить упоминание, что Доменико Гирландайо изобразил её же в одной из своих фресок капеллы Торнабуони — на основании указания Вазари; впрочем, теперь считается, что Вазари ошибся, и женщина, изображённая во «Встрече Марии и Елизаветы», — Джованна Торнабуони.

### Обстоятельства заказа портрета
Обстоятельства создания портрета являются предметом научной дискуссии. Женщин в эпоху Ренессанса писали обычно по трём поводам — в случае помолвки, в случае свадьбы или же в случае смерти. Если портрет являлся свадебным, то обычно он был парным к портрету мужа, и женщина в таком случае изображалась в правом повороте (как в приведённом выше портрете Лоренцо Креди). «Портрет Джиневры Бенчи» очень часто считали имеющим отношение к свадьбе или помолвке модели, поскольку толковали изображённый на ней можжевельник как аллегорию целомудрия. Поскольку Леонардо написал девушку обращённой лицом в «неправильную» сторону, предполагали, что портрет, скорее всего, имел отношение не к свадьбе, а к помолвке. Впрочем, в таком случае вызывало удивление, что изображение, как это бывало обычно, не было наполнено демонстрацией богатого приданого невесты — ювелирными украшениями и платьем из драгоценной парчи, что подчёркивало бы состояние её семьи. Версия о том, что портрет был написан по случаю свадьбы или помолвки Джиневры, является (при изучении литературы XX века) наиболее распространённой, но исследования последних десятилетий доказывают, что она, скорее всего, ошибочна.
Портрет, вероятней всего, был заказан венецианским послом во Флоренции Бернардо Бембо, близким другом и платоническим поклонником Джиневры; их отношения известны из множества письменных источников. На верность этой версии указывает изображение на обороте картины. Написанный там венок из пальмы и лавра является персональной эмблемой Бембо, которую он использовал в качестве «экслибриса» для рукописей в своем собрании, а затем при реставрации гробницы Данте, которую он заказал в 1483 году Пьетро Ломбардо, и в ряде других мест. Но в данной картине к его эмблеме из двух растений в центре присоединяется третье — можжевельник, эмблема Джиневры. Таким образом, изображение на обороте портрета представляет собой сплетение геральдических растений двух влюблённых, что находится в русле ренессансной символики. Более того, если сейчас эмблема украшена девизом «Красота украшает добродетель», то ранее, как показала инфракрасная съемка, надпись гласила Virtus et honor («Добродетель и честь»), что является личным девизом Бембо.
Крайне вероятная связь заказа портрета с поклонником Джиневры выводит эту картину из цикла «свадебных» произведений и делает её уникальным с точки зрения заказа памятником среди женских флорентийских портретов этой эпохи, поскольку он оказывается не связанным с событиями семейного характера и не заказан членами её семьи. Он является лишь памятником любви, причём платонической.
Учёные считают, что примером для подобного передового для той эпохи и совсем не общепринятого заказа Бернардо Бембо мог послужить легендарный портрет Лауры, заказанный Петраркой у Симоне Мартини и известный из ряда его сонетов. Владение подобной картиной позволило бы Бембо, гуманисту, пребывавшему в русле петраркистской и гуманистической традиции, выразить свои платонические чувства.

#### Отношения Джиневры Бенчи и Бернардо Бембо
Отношения, связывавшие Джиневру и Бембо, известны из указаний современников, а также из стихов, написанных в честь этих отношений. Сам Бембо, очевидно, не обладал поэтическим даром, и по его заказу поэты Кристофоро Ландино и Алессандро Браччези написали 10 произведений на латыни, относящихся, по-видимому, к 1480 году. Роман представлен в этих стихах сугубо платоническим.
Бернардо Бембо дважды был послом Венецианской республики во Флорентийской. В первый раз он прибыл в город в 1475 году, вскоре после замужества Джиневры, и быстро стал её поклонником. Указывают, будто Джиневра разделяла его чувства, но её сдерживала глубокая религиозность. Судя по стилистическому анализу манеры Леонардо, портрет мог быть написан или хотя бы начат в этот период.
Весной 1476 года Бембо уехал домой в Венецию, чтобы через 2 года вернуться во Флоренцию и остаться там до марта 1480 года, после чего он окончательно возвратился на родину и воссоединился с семьей.
Нанятый им во время пребывания во Флоренции поэт Кристофоро Ландино в своих латинских стихах воспевает платонического поклонника прекрасной новобрачной Джиневры, говоря о том, как ей повезло, что она оказалась предметом поклонения столь замечательного человека, видного члена Венецианского сената, сильного и красивого, сочетающего достоинство и веселие; в другой элегии он хвалит достоинства Бембо: его благоразумие, образованность, мудрость и успехи на должностях в различных городах.
Ещё в одной элегии он весьма проникновенно описывает, насколько бледным, нервничающим и с дрожащим голосом оказывается Бернардо, когда Джиневра, воплощённая грациозность и скромность, сидит рядом с ним и шутит, а затем улыбается ему улыбкой, которая оказывается подобной солнцу после шторма; не преминет Ландино и описать, как Джиневра будет страдать из-за его отъезда, когда Бернардо уедет, чтобы воссоединиться дома с женой и семьёй.
Джиневра и Бернардо расстались не по-доброму. Современники свидетельствуют, что она была разбита его внезапным исчезновением из своей жизни. Ландино указывает, что это сподвигло её углубиться в литературную деятельность. В окончательный год отъезда Бембо (1480) её муж пишет, что она была серьёзно больна. На некоторое время Джиневра избрала добровольное изгнание в сельском поместье, о чём в своем сонете пишет Лоренцо Медичи, сравнивая её с заблудшим агнцем и упоминая всеобщее недовольство её отсутствием. О дальнейших хоть сколь-либо значительных эпизодах в её жизни неизвестно.

## Провенанс
Портрет был написан Леонардо во Флоренции и (в отличие от «Моны Лизы») остался там при переезде художника во Францию (с другой стороны, портрет некой дамы по имени «Джиневра» упомянут в инвентории Амбуаза, относящемся к 1500 году, впрочем, это имя было достаточно распространено). После своего создания картина на полтора века теряется из виду.
Учёные предполагают, что хотя портрет мог быть заказан Бембо, скорее всего, он им не владел: например, потому что у него не было средств его выкупить, либо потому что он уже уехал из Флоренции, потеряв свой интерес к Джиневре. Если портрет принадлежал Бембо, то вряд ли он захватил его домой в Венецию, поскольку в описи имущества его сына Пьетро Бембо он не фигурирует. Кроме того, несколько лет спустя Изабелла д'Эсте специально просила Чечилию Галлерани прислать ей свой портрет кисти Леонардо, чтобы она могла посмотреть на какое-нибудь произведение этого художника, а у неё не было бы такой необходимости, если бы другая картина Леонардо находилось у Бембо, которого Изабелла часто навещала. Скорее всего, картина оставалась у Джиневры.
Картина, вероятно, находилась во владении семьи во Флоренции в палаццо на одноимённой виа Бенчи. Род наследников Джиневры угас в 1611 году: она умерла в 1520 году, оставив своё имущество любимому брату Джованни, который скончался тремя годами позже; ему наследовал его старший сын Америго.
Картина могла попасть к Лихтенштейнам в годы Тридцатилетней войны (с которой и связано возвышение этого рода); в 1712 году или даже раньше. Основателем галереи был князь Карл Эйсебиус (1611—1684), страстный коллекционер, любивший небольшие картины кабинетного формата. Красная печать с гербом Лихтенштейнского дома на обороте картины появилась в 1733 году, когда портрет уже находился в коллекции неопределённое время. Согласно ей, картина входила в Fideikommissgalerie следующего князя, Ханса Адама (1657—1712), впрочем, больше любившего полотна барокко. Предполагают, что картину мог купить Карл Эйсебиус или Ханс Адам, так как они оба много путешествовали. К моменту простановки печати коллекция уже перешла в собственность его наследника Йозефа Венцеля.
В Новое время полотно находилось в Лихтенштейнской галерее в Вене. После аншлюса портрет был вывезен Лихтенштейнами из Вены в замок Вадуц. Картина была приобретена в 1967 году вашингтонской Национальной галереей искусства (Ailsa Mellon Bruce Fund) у Франца Иосифа II, владетельного князя Лихтенштейна, попавшего в весьма трудное финансовое положение после войны, за рекордную по тем временам сумму в 5 млн долларов США.

## В культуре
- Картина выведена у Тарковского в фильме «Зеркало»:

 В «Зеркале» нам этот портрет понадобился для того, чтобы, с одной стороны, найти меру вечного в протекающих перед нами мгновениях, а, с другой стороны, чтобы сопоставить этот портрет с героиней: подчеркнуть, как и в ней, так и в актрисе Тереховой эту же самую способность быть обаятельной и отталкивающей одновременно. — Андрей Тарковский, «Запечатлённое время»
- Героиню Хелены Бонэм Картер в фильме «Комната с видом» её жених сравнивает с Джиневрой Бенчи, говоря, что она прекрасна и совершенна, как произведение искусства. Девушку, которая хочет жить полнокровной жизнью, это сравнение с музейным экспонатом задевает и становится одной из капель, переполнивших чашу терпения, после чего она уходит к другому мужчине.
- Рисунок рук из Виндзорского кодекса, как считается, вдохновил Эшера на его «Рисующие руки»[20]
- Документальный фильм Ginevra’s History, выпущенный музеем Метрополитен. Закадровый текст читает Мерил Стрип.